# 市政路

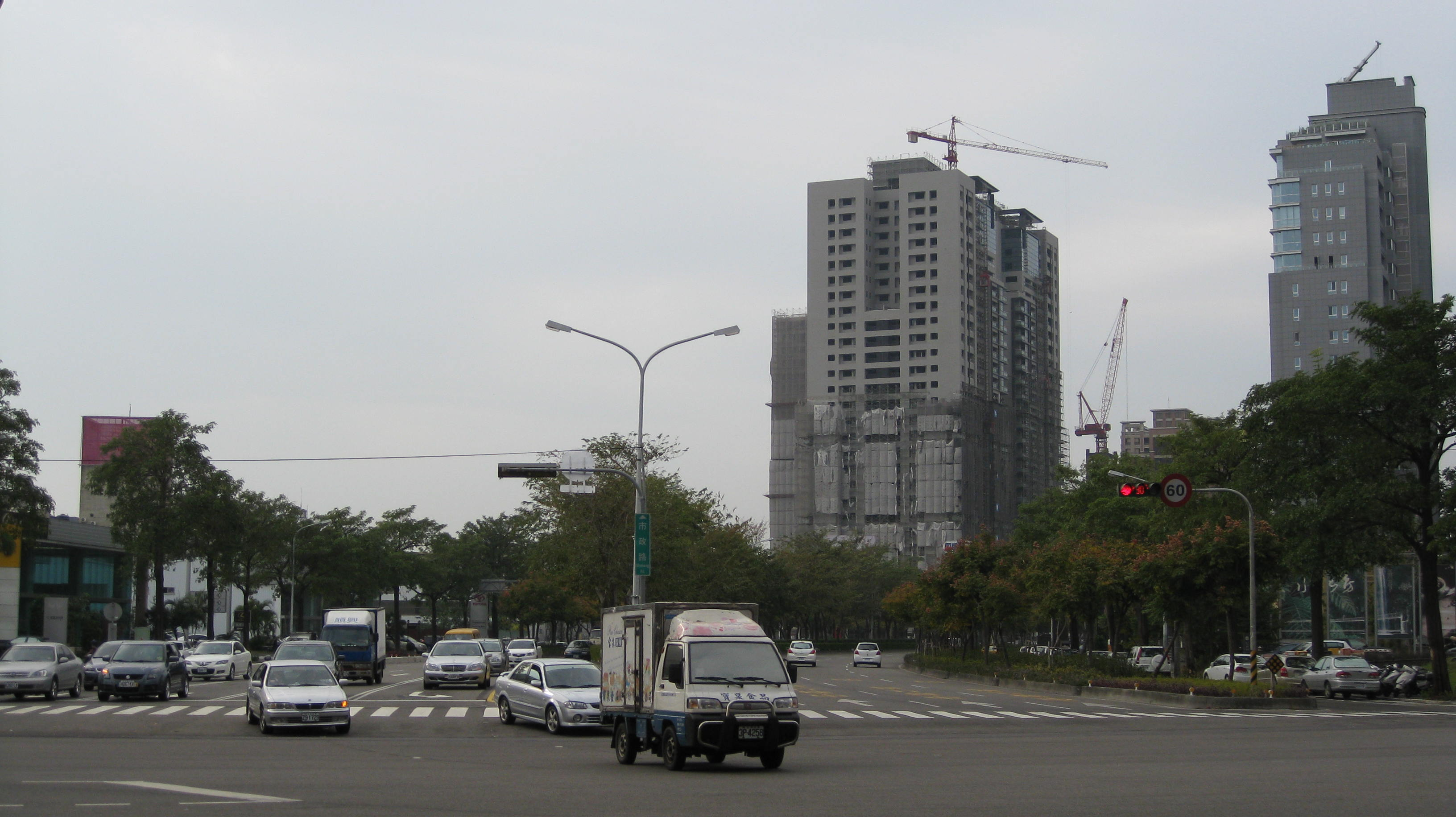
市政路、文心路口，橫向道路即文心路二段

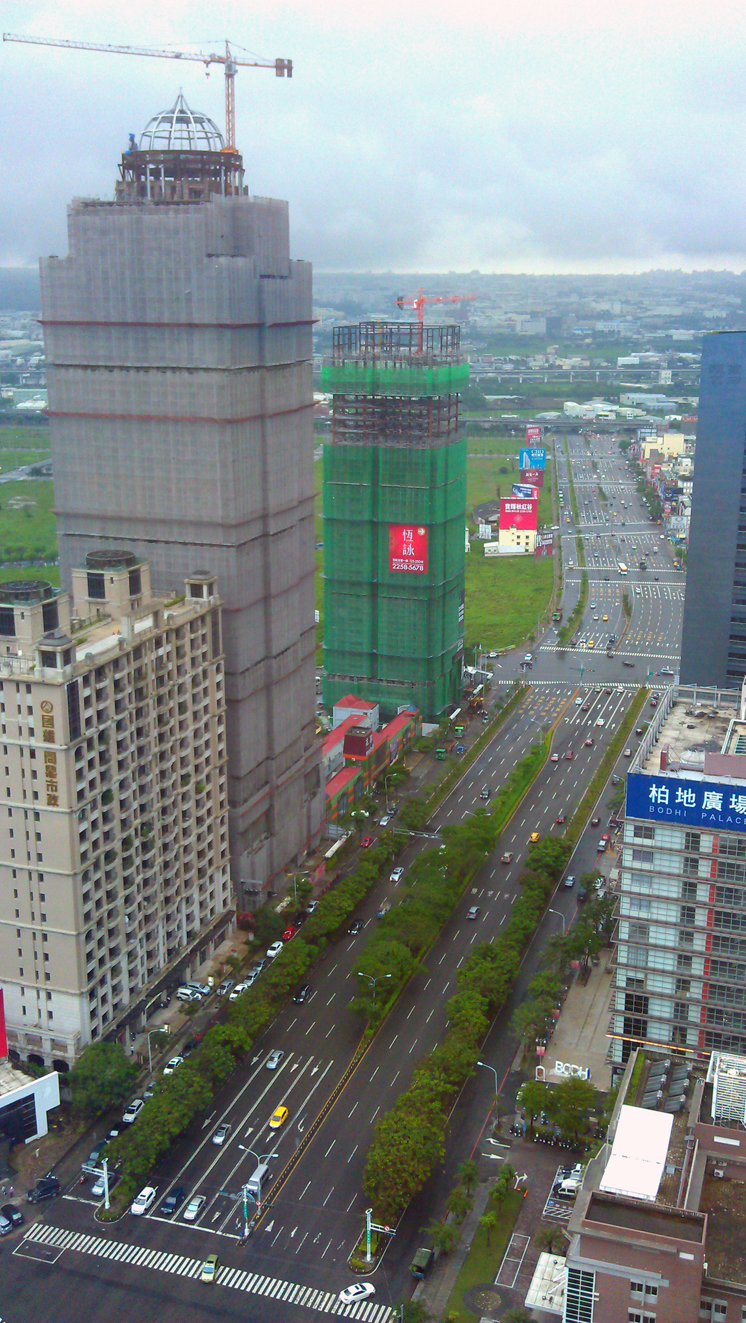
鳥瞰市政路

市政路為臺灣臺中市重要道路之一，大致呈東西向，目前無分段。東起文心路二段（銜接大墩十七街），西抵環中路，有中彰快速道路設交流道銜接市政路，可直接進入市區，目前全線位於七期重劃區內，是南、北七期的分界線。
市政路延伸工程正在施工，全線完工後將延伸至台中工業區。西延路段由市政路與環中路三段口出發，興建道路橋樑跨越筏子溪後至安和路後改為平面道路，沿東大溪加蓋至工業區一路，目前計畫至東海大學校區西南側，全長1950公尺、路寬60公尺，與臺灣大道並列臺中市路寬第二寬的路（僅次於路寬80公尺的環中路）。預計可分散臺中市區西側大肚山山麓科技工業產業聚落的通勤車流壅塞問題，亦有助於提升高鐵台中站聯外道路系統的完整性。遠期計畫再向北延至臺灣大道四段、福林路路口，完工後預計全長兩公里。

## 歷史
1990年2月，臺中市政府正式辦理臺中市第七期市地重劃區，1992年11月完成土地重劃。1996年5月28日，市政府於第一次通盤檢討時變更細部計畫名稱，將「副都市中心專用區」更名為「新市政中心專用區」，規劃將臺中市政府大樓從台中州廳搬遷至臺灣大道市政大樓，此區被定位為新市政中心後，重劃區多處新闢道路以「市政路」、「市政南北X路」命名。
2010年代初期隨著臺中市人口持續成長、七期重劃區百貨商圈形成、中部科學園區台中基地與臺中精密機械園區相繼成立，使臺灣大道（原為台中港路）的車流壅塞日趨嚴重。為解決此問題時任的胡志強市政府陸續興建朝馬路與青海路三段（今更名為福科路）延伸至安和路的道路與跨筏子溪與中山高速公路道路橋樑，並於2004年將「市政路延伸工程」的計畫列入第三次臺中市都市計畫通盤檢討內，預計工程總長約1950公尺、建60公尺寬的道路。
2017年林佳龍市政府考量預算與徵收問題將道路縮至60-42公尺，2019年盧秀燕市政府再將工程路寬改回60公尺，總經費約新台幣60億2700萬元，工程將分為第一標：工業一路至安和路、第二標：安和路至環中路兩段。
2020年底完成第一標土地徵收完成，預計2021年9月第一標將整地動工。
2025年5月，市政路延伸的第一標預計在驗收完成後通車啟用。

## 行經行政區域
- 西屯區

## 車道配置
- 文心路─環中路：
  - 快車道：雙向八車道
  - 慢車道：雙向二車道
  - 設置中央綠化安全島及快慢車道綠化分隔島

## 本道路客運
| 編號  | 業者       | 路線                   | 行駛區間             | 備註                       |
| ----- | ---------- | ---------------------- | -------------------- | -------------------------- |
| 69    | 台中客運   | 高鐵臺中站－台中航空站 | 惠來路－中彰快速道路 |                            |
| 75    | 統聯客運   | 臺中榮總－勤益科大     | 惠來路－黎明路       |                            |
| 153   | 豐原客運   | 高鐵臺中站－谷關       | 文心路－環中路       |                            |
| 153區 | 豐原客運   | 高鐵臺中站－東勢高工   | 文心路－環中路       |                            |
| 155   | 中台灣客運 | 高鐵臺中站－麗寶樂園   | 惠中路－環中路       | 主線行經朝馬、后里區甲后路 |
| 160   | 和欣客運   | 高鐵臺中站－僑光科大   | 朝富路－黎明路       |                            |
| 161   | 和欣客運   | 高鐵臺中站－中科管理局 | 朝富路－中彰快速道路 |                            |

- 160、161路公車原為高鐵快捷專車，並未在市政路設置任何站牌。
- 本表更新時間為2015年9月23日

## 沿線地標與交會路口
由東至西
文心路一、二段
- 公一之三公園
- 台中日月千禧酒店

惠中路一、二段
- 聯聚中維大廈（興建中）
- 豐邑市政都心廣場
- 豐邑市政核心

惠來路一、二段
- 臺中市政府警察局第六分局

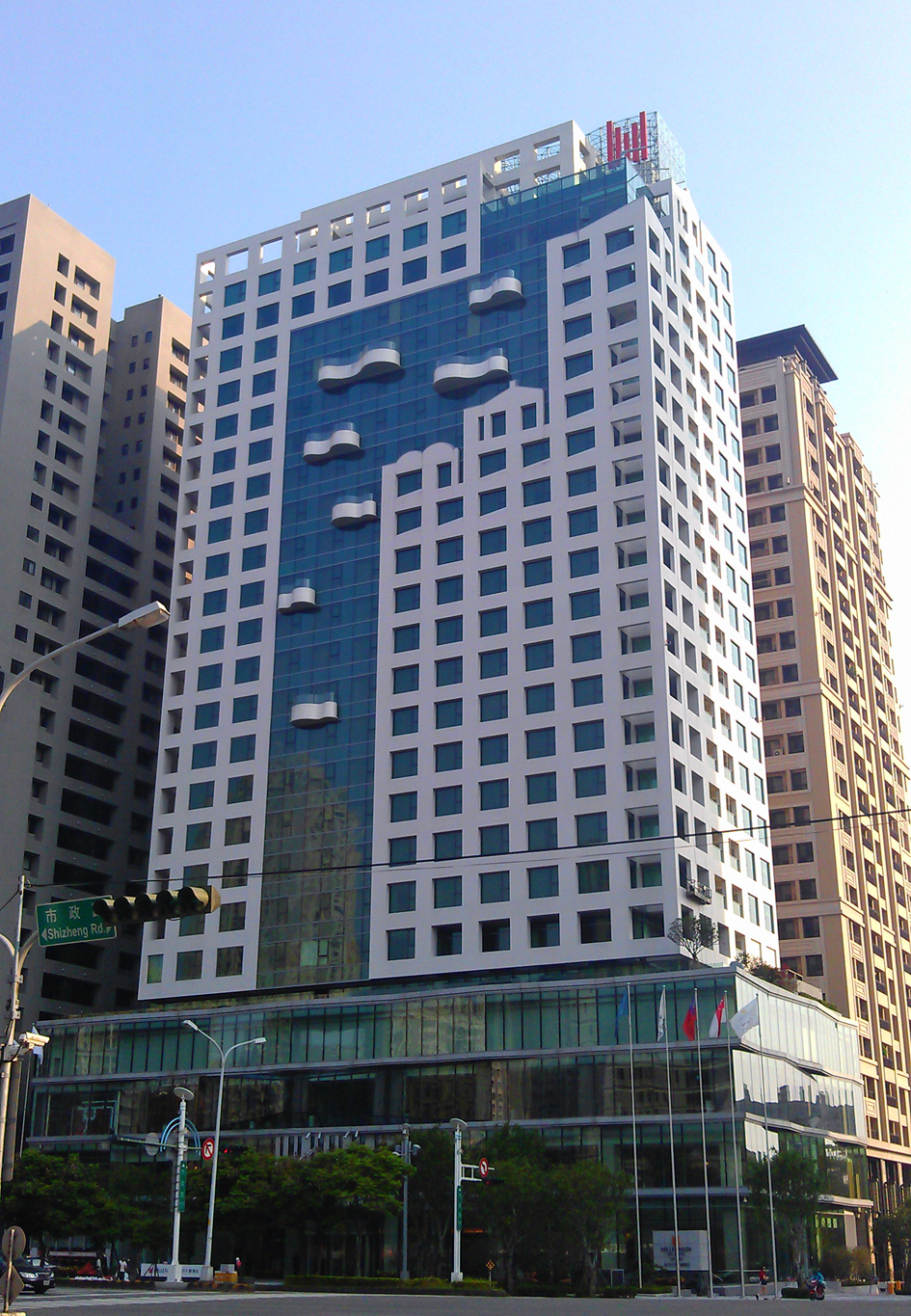
日月千禧酒店

- 誠品生活480（林鼎市政四八〇大樓，原衣蝶百貨）
- 親家市政國際中心（親家T3）

河南路三、四段
- 台中之鑽（台中銀行總行大樓，即將完工）

黎明路二段
- 交六轉運站（暫緩規劃中）

環中路三段（西屯一交流道）
（環中路三段至工業區一路路段，正在興建中）